# Illnau-Effretikon
Illnau-Effretikon é uma comuna da Suíça, no Cantão Zurique, com cerca de 14.994 habitantes. Estende-se por uma área de 25,28 km², de densidade populacional de 593 hab/km². Confina com as seguintes comunas: Fehraltorf, Kyburg, Lindau, Russikon, Volketswil, Weisslingen, Winterthur.
A língua oficial nesta comuna é o Alemão.